# 联盟—冰岛社会民主党
联盟—冰岛社会民主党，简称联盟（Samfylkingin），英语名称为社会民主联盟（英語：Social Democratic Alliance），是冰島的一個社会民主主义政黨，其政治立場为中間偏左。1998年，社会民主党、人民聯盟、妇女名单和民族觉醒—人民运动等四個中左翼政党组成选举联盟。2000年5月，以上四党正式合并，期望統一冰島中間偏左的政治力量，來抗衡長期執政的右翼独立党，新党取名为“联盟”。2013年2月，该党改名为“联盟—冰岛社会民主党”。